# Dactylogyrus
Dactylogyrus este un gen parazit de viermi plați din clasa Monogenea, subclasa Monopisthocotylea. Membrii sunt ectoparaziți (paraziți externi) și afectează mai ales branhiile peștilor, unde se hrănesc cu mucus și sânge.

## Morfologie
Caracteristică este prezența unui aparat de atașare de gazdă, numit haptor, la capătul posterior, care are o construcție complexă constând din cârlige, dinți și clești. Cu ajutorul acestuia îi este posibil viermelui să se ancoreze în pielea sau branhiile unui pește. La capătul anterior al capului, împărțit în patru părți, se regăsește gura. Spre comparație, la genul Gyrodactylus, capătul anterior al capului este împărțit în două părți. O altă deosebire ușor de identificat între cele două genuri sunt ochii primitivi în formă de puncte; la Dactylogyrus există patru, în timp ce membrilor genului Gyrodactylus le lipsesc.
Dactylogyrus depune ouă și atinge, în funcție de specie, 2 sau 3 mm. De regulă cele mai multe specii ajung abia la 0,5&endash;1,0 mm. Genul este printre cele mai bogate în specii genuri de animale. Cel mai întâlnit la peștii din Germania este Gyrodactylus vastator, care infestează cu precădere cipriniforme cum este crapul. După încheierea depunerii de ouă, adulții mor. Ouăle cad pe fundul apei, unde eclozează în cel mult zece zile larvele. Acestea trebuie să își găsească o gazdă în maximum 24 de ore; cele care nu reușesc pier. În funcție de specie, adulții pot supraviețui de la 2 la 14 zile fără gazdă.

## Infecție
Viermii Dactylogyrus se transmit cu ajutorul plantelor acvatice pe care se găsesc ouă sau de la exemplare nou-venite infectate. La peștii din acvarii se găsesc mai cu seamă viermi din genurile Monocoelium și Gyrodactylus. Dactylogyrus pot fi considerați un paraziți permanenți, iar unii pești își dezvoltă o rezistență împotriva lor, ceea ce îi face practic inofensivi. Infecțiile în masă nu survin decât sub influența unor factori care slăbesc gazda, prin stres. Aceștia sunt parametri acvatici anormali, o lipsă sau un exces de oxigen, un procent prea mare de amoniu, nitriți sau dioxid de carbon, pH inadecvat, temperatură nepotrivită, lipsă de locuri de ascunziș sau curent prea puternic. Lăsată netratată, o infecție masivă duce întotdeauna la moarte. Cauzele principale ale apariției infecțiilor sunt condițiile proaste și igiena necorespunzătoare.

## Simptome
La infecția cu Dactylogyrus au loc schimbări la nivelul branhiilor. Pe lângă distrugerea în special a vârfurilor plăcuțelor branhiilor, se remarcă dramatice excrescențe filiforme. Până la urmă, gazda moare de lipsă de oxigen din cauza branhiilor sale distruse. Viermele poate fi observat cu ușurință la microscop, chiar și la măriri mici.
Simptomele tipice ale peștilor afectați includ:

### Simptome externe
- un aspect cețos, neclar al pielii, pe zone extinse
- bucăți de mucoasă desprinsă, ca niște foi
- colorație închisă
- branhii de un roz intens
- branhii de la un roșu-gălbui la un alb-gălbui
- branhii palide
- opercule distanțate
- un opercul rămâne închis
- încețoșare a corneei
- zone înroșite

### Comportament
- scărpinare de obiecte
- peștii sunt mai sperioși decât de obicei
- comportament retras
- apatie
- lipsa apetitului
- așezarea pe fundul apei
- înghițirea de aer la suprafață
- cașexie
- blocare a mișcărilor aripioarelor
- respirație îngreunată
- mișcări rapide și bruște prin apă

### Simptome interne
- acoperirea foițelor branhiilor cu mucus

## Tratament
Nu se recomandă creșterea temperaturii, întrucât dificultățile respiratorii ale peștilor vor fi numai agravate. Peștii afectați pot fi mutați în apă conținând acriflavină. Se poate administra levamisol (Concurat®, Citarin®, Ripercol® etc.) sub forma unei soluții în apă sau prin mâncare. Levamisolul are o acțiune direct colinergică, în doze mai mari și blochează neurotransmițătorul acetilcolinesterază, ducând astfel la o paralizie spastică a paraziților. În continuare, substanța stimulează sistemul imunitar al peștelui afectat. Levamisolul nu trebuie însă folosit la peștii cu răni deschise, deoarece glucoza conținută în medicamente duce la infecții bacteriene ale rănii, care pot cauza, de exemplu, o ascită infecțioasă.

## Specii
- Dactylogyrus alatus, Linstow
- Dactylogyrus amphibothrium, Wagener
- Dactylogyrus anchoratus, Dujardin
- Dactylogyrus auriculatus, Nordmann
- Dactylogyrus baueri,
- Dactylogyrus cordus, Nybelin
- Dactylogyrus cornu, Linstow
- Dactylogyrus crassus, Kulwiec
- Dactylogyrus crucifer, Wagener
- Dactylogyrus difformis, Wagener
- Dactylogyros dulkeiti,
- Dactylogyrus falcatus, Wedl
- Dactylogyrus fallax, Wagener
- Dactylogyrus formosus, Kulwiec
- Dactylogyrus fraternus, Wegener
- Dactylogyrus hamatus,
- Dactylogyrus intermedius, Wegener
- Dactylogyrus macracanthus, Wegener
- Dactylogyrus minor, Wagener
- Dactylogyrus minutus, Kulwiec
- Dactylogyrus nanus, Dogiel et Bychowsky
- Dactylogyrus parvus, Wegener
- Dactylogyrus ramulosus, Malewitzkaja
- Dactylogyrus similis, Wegener
- Dactylogyrus solidus, Achmerow
- Dactylogyrus sphyrna, Linstow
- Dactylogyrus tuba, Linstow
- Dactylogyrus vastator, Nybelin (cea mai comună specie)
- Dactylogyrus wegeneri, Kulwiec